# 添田線
添田線（日语：／ Soeda sen */?）曾經是一條連結日本福岡縣田川郡香春町的香春站至同郡添田町的添田站，屬於日本國有鐵道的鐵路線（地方交通線）。
與北海道的美幸線並列稱為赤字本地線的橫綱格，根據1980年國鐵再建法的施行，翌年9月獲指定為第1次特定地方交通線，1985年4月1日全線廢除。
此線的香春－添田間途經日田彥山線相比短約4公里。

## 路線資料（廢除時）
- 管轄：日本國有鐵道
- 路段（營業距離）：香春－大任－添田12.1公里
- 軌距：1067毫米
- 站數：6個（包括起終點站）
- 複線路段：沒有（全線單線）
- 電氣化路段：沒有（全線非電氣化（日语：非電化））
- 閉塞方式：

## 車站列表
所有車站都位於福岡縣。接續路線的公司名以添田線廢除時為準。
| 中文站名 | 日文站名 | 英文站名 | 站間距離 | 營業距離 | 接續路線                 | 所在地       |
| -------- | -------- | -------- | -------- | -------- | ------------------------ | ------------ |
| 香春     |          |          | -        | 0.0      | 日本國有鐵道：日田彥山線 | 田川郡香春町 |
| 上伊田   |          |          | 2.5      | 2.5      |                          | 田川市       |
| 今任     |          |          | 2.1      | 4.6      |                          | 田川郡大任町 |
| 大任     |          |          | 3.4      | 8.0      |                          | 田川郡大任町 |
| 伊原     |          |          | 2.4      | 10.4     |                          | 田川郡添田町 |
| 添田     |          |          | 1.7      | 12.1     | 日本國有鐵道：日田彥山線 | 田川郡添田町 |

大任站起初預定與油須原線接續，根據國鐵再建法在路線開通以前凍結了建設，該線也隨之廢除。